# Aleš Nosek
Aleš Nosek (* 1982, Rakovník) je český varhaník.

## Život
Je vyučený automechanik, opustil po vyučení dráhu opraváře zemědělských strojů a následně vystudoval varhanní hru na Konzervatoři České Budějovice, poté na Hudební fakultě Akademie múzických umění v Praze. V roce 2014 absolvoval na Hochschule für Katholische Kirchenmusik v Regensburgu magisterské studium, kde získal titul Master of Music. Absolvoval i zahraniční kurzy u Petera van Dijka, Haralda Vogela, Leo van Doeselaara, Stefana Baiera, Edoarda Belottiho, nebo Jaroslava Tůmy.
Koncertoval nejen v České republice, ale i na Slovensku, v Německu, Rakousku, Nizozemsku, Itálii a Litvě. V roce 2014 vyhrál 2. místo na mezinárodní interpretační varhanní soutěži v slovenském Ružomberku. Pro litoměřickou diecézi natočil CD s nahrávkami varhan Wilhelma Sauera děkanského kostela v Litoměřicích a historických varhan z roku 1792 kostela sv. Vavřince v Jezvé. V roce 2022 byl jedním z interpretů prestižního festivalu Svatovítské varhany v pražské katedrále sv. Víta, Václava a Vojtěcha. Aleš Nosek je členem komorního tria Piatti Ensemble, spolupracoval s pražským loretánským pěveckým souborem Collegium Quod Libitum.
Aleš Nosek působí jako regenschori a titulární varhaník katedrály sv. Bartoloměje v Plzni, vyučuje na Konzervatoři Plzeň a na ZUŠ v Plzni. Ve spolupráci s muzeem TGM Rakovník založil v roce 2015 Mezinárodní varhanní festival, mající podtitul Rakovnické varhanní léto. Stejně tak se podílí na dramaturgii Plzeňského mezinárodního varhanního festivalu.